# 小行星8609
小行星8609（英語：8609 Shuvalov）是一颗围绕太阳公转的小行星。1977年8月22日，尼古拉·切爾尼赫在纳昂切尼奇发现了此天体。
这颗小行星的绝对星等为278.8124881040815等。